# برند ویندهاوزن
برند ویندهاوزن (انگلیسی: Bernd Windhausen; ۲۲ سپتامبر ۱۹۴۱ – ۴ نوامبر ۲۰۱۴) بازیکن فوتبال اهل آلمان بود.
از باشگاه‌هایی که در آن بازی کرده‌است می‌توان به باشگاه فوتبال گروتر فورث، باشگاه فوتبال کایزرسلاوترن و باشگاه ورزشی وردر برمن اشاره کرد.